# Referendum sulla monarchia norvegese
Il referendum sulla monarchia norvegese si tenne in tutta la Norvegia tra il 12 e il 13 novembre 1905. Agli elettori fu chiesto se approvassero la decisione dello Storting (il Parlamento norvegese) di autorizzare il governo a offrire il trono del nuovo paese indipendente. Lo Storting aveva voluto offrire il trono al principe Carlo di Danimarca ma il principe insistette sul fatto che il popolo norvegese avrebbe dovuto avere la possibilità di decidere se voleva mantenere la monarchia.
La proposta venne approvata dal 78,9% degli elettori. A seguito del referendum, lo Storting offrì formalmente il trono al principe Carlo di Danimarca il 18 novembre; egli accettò e ascese al trono con il nome di Haakon VII. La nuova famiglia reale giunse in Norvegia il 25 novembre. Il re Haakon e la regina Maud furono incoronati nella cattedrale di Trondheim il 22 giugno 1906. Haakon divenne il primo monarca della Norvegia indipendente dopo 518 anni.

## Storia

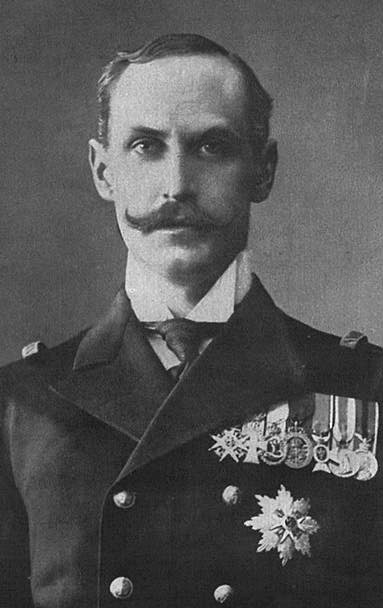
Ritratto fotografico del principe Carlo di Danimarca, poi re di Norvegia con il nome di Haakon VII.

Un seggio elettorale per il referendum a Trondheim durante il referendum.
Foto della biblioteca universitaria "Erik Olsen" dell'Università norvegese di scienza e tecnologia a Trondheim.

Il 7 giugno 1905 lo Storting approvò lo scioglimento dell'unione tra Norvegia e Svezia. Tale decisione venne confermata da un referendum tenutosi il 13 agosto successivo. Di conseguenza il re Oscar II di Svezia rinunciò al titolo di re di Norvegia. Rifiutò l'offerta di consentire a un principe svedese di salire al trono norvegese.
Lo Storting si rivolse così al principe danese Carlo di Danimarca, il secondo figlio del principe ereditario Federico. Oltre alle qualità personali positive, venne sottolineato che era scandinavo e che avrebbe capito la lingua e la cultura norvegesi. Tramite sua moglie, la principessa Maud del Galles, figlia di re Edoardo VII del Regno Unito, aveva stretti legami con il Regno Unito e la famiglia reale britannica. Era inoltre assicurata la prosecuzione della famiglia in quanto la coppia aveva già un figlio, il principe Alessandro di due anni.
In Norvegia si discusse se il paese dovesse rimanere una monarchia o diventare una repubblica. Il principe Carlo chiese che la questione fosse sottoposta a referendum, poiché voleva essere certo che la maggioranza della popolazione desiderasse che la Norvegia rimanesse una monarchia.  I repubblicani si dissero d'accordo
La domanda posta era:
Sei d'accordo con l'autorizzazione concessa dallo Storting al governo di invitare il principe Carlo di Danimarca a diventare re di Norvegia?»
La maggioranza votò a favore della monarchia e il 18 novembre lo Storting elesse re il principe Carlo. Il presidente del Parlamento gli inviò un telegramma con il quale gli offriva la Corona del paese.
Il principe accettò l'elezione e il 25 novembre dello stesso anno la nuova famiglia reale norvegese sbarcò a Vippetangen a Kristiania. Il monarca prese il nome Haakon e diede a suo figlio il nome Olav, nomi che collegavano la nuova casa reale ai re norvegesi del Medioevo. Il 22 giugno 1906 i sovrani furono incoronati nella cattedrale di Trondheim.

## Risultati
| Opzioni                | Voti    | %     |
| ---------------------- | ------- | ----- |
| Sì                     | 259 563 | 78,9  |
| No                     | 69 264  | 21,1  |
| Totale dei voti validi | 328 827 | 99,27 |
| Schede bianche o nulle | 2 403   | 0,73  |
| Totale votanti         | 331 230 | 75,3  |

## Analisi del voto per contea
Nella maggior parte delle città, la stragrande maggioranza degli elettori si espresse a favore della monarchia, in particolare intorno al fiordo di Kristiania, dove in molti comuni urbani fino al 95% degli elettori votarono a favore della monarchia. In alcune città si registrò un maggior favore per la repubblica: in due si ebbe una scarsa maggioranza per il sì e in due fu la repubblica a ottenere la maggioranza. In molte contee la maggioranza dei comuni rurali votò a favore della monarchia. Fecero eccezione 52 dei 437 comuni rurali del paese, alcuni dei quali costituivano le aree più estese del paese. La maggior parte di questi comuni erano nelle contee di Sør-Trøndelag, nel Telemark interno, nell'Agder, in parti di Hardanger e Voss, nel Nordmøre interno, nell'Innherred e nella zona di Helgeland. Anche in alcuni singoli comuni in altre parti del paese si registrò una maggioranza sfavorevole alla monarchia.
Nell'Østfold, in tutte e quattro le città e in tutti i comuni rurali il sì ottenne una solida maggioranza.
Nell'Akershus, nella città di Drøbak (94,8%) e in tutti i comuni rurali il sì ottenne una solida maggioranza.
Anche a Kristiania il sì raggiunse una solida maggioranza (80,1%).
Nell'Hedmark, entrambe le città e una grande maggioranza dei comuni rurali espressero una maggioranza per il sì. Si espressero a favore della repubblica solamente i comuni di Stor-Elvdal (51,1% no), Sollia (63,6%), Rendalen (50,2%) e Tolga (57,9%).
In Oppland, in entrambe le città e in quasi tutti i comuni rurali si ebbe la maggioranza di sì. L'unica eccezione fu Lom (51,8% no).
Nel Buskerud, in tutte e tre le città e in tutti i comuni rurali il sì ottenne la maggioranza.
Nel Vestfold, in tutte e quattro le città e in tutti i comuni rurali il sì ottenne la maggioranza.
Nel Telemark, tutte e tre le città espressero una maggioranza a favore anche se a Skien con un piccolo margine (47,2% no). Questa fu l'unica contea del paese in cui la monarchia non ottenne la maggioranza nella maggioranza nei comuni rurali. Si registrò una maggioranza di sì nel Grenland e nelle parti centrali della contea ma la repubblica ottenne una solida maggioranza nelle parti interne. Questi comuni erano: Solum (51,5% no), Bø (67,9%), Tinn (72,6%), Gransherad (61,5%), Jondalen (81,8%), Seljord (66,3%) Kviteseid (69,1%), Nissedal (74,9%), Fyresdal (59,7%), Mo (51,1%) Lårdal (57,1%), Vinje (75,2%) e Rauland (83,6%). In questa contea la repubblica ottenne il più alto supporto nel Paese (41,1% no).
In Aust-Agder vi fu una solida maggioranza di sì in tutte e tre le città e nei comuni rurali della costa. Nei comuni della parte interna vi fu un caso di parità a Birkenes (50,0% no) e in tre la maggioranza votò a favore della repubblica: Evje (67,7% no), Bygland (86,8%) e Valle (70,3% ).
A Vest-Agder solo 11 comuni rurali votarono a favore della monarchia. Nella città di Kristiansand ottenne una maggioranza di stretta misura (49,7% no) mentre a Flekkefjord il sì ebbe una solida maggioranza. Nella maggior parte dei comuni rurali la monarchia ottenne il maggior numero di favori. La repubblica ottenne la maggioranza nei comuni di Tveit (80,5% no), Øvrebø (82,7%), Søgne (59,1%), Bjelland (94,7%), Nord-Audnedal (50,2%), Hægebostad (69,2%), Fjotland (61,0%) e Sirdal (54,4%). Ciò significava che in questa contea si registrarono il secondo più alto sostegno alla repubblica (40,4% no), la terza città (Kristiansand) per favore alla repubblica e il comune rurale (Bjelland) con la più alta percentuale di opposizione alla monarchia.
A Rogaland in entrambe le città e in quasi tutti i comuni rurali la maggioranza votò a favore con l'eccezione di Helleland (63,4% no).
In Hordaland i cittadini della grande maggioranza dei comuni rurali votarono a favore della monarchia; ad Herdla vi fu un solo voto contrario (99,8% sì): ad eccezione di due comuni della Nord-Norge fu il centro abitato che in percentuale più si espresse a favore della monarchia. In alcune parti di Hardanger e Voss fu la repubblica a ottenere la maggioranza: Ulvik (63,6% no), Vikør (56,0%), Evanger (56,2%) e Vossestrand (56,3%).
La città di Bergen espresse una grande maggioranza di sì (70,1% sì).
In Sogn og Fjordane, composta solamente da zone rurali, tutti i comuni si espressero con una solida maggioranza di sì.
Nel Møre og Romsdal tutte e tre le città e la maggior parte dei comuni rurali avevano, in parte, una solida maggioranza sì. Le eccezioni si ebbero nell'interno: Øksendal (64,6% no), Surnadal (65,7%) e Rindal (54,9%).
A Sør-Trøndelag, Trondheim espresse una grande maggioranza a favore (71,3% sì) così come 20 comuni rurali. Le eccezioni furono Holtålen (56,5% no) e Røros (72,5%). Si dice che il re Haakon lo notò e non visitò mai Bergstaden.
Nel Nord-Trøndelag la città di Levanger espresse una grande maggioranza di sì (77,4%). Anche nella maggior parte dei comuni rurali il sì ottenne la maggioranza, le eccezioni si registrarono nei bastioni della sinistra radicale dell'Innherred: Verdal (53,4% no), Sparbu (73,5%), Beitstad (66,7%), Stod (65,3%), Snåsa (51,8%) e Overhalla (51,2%). Questo rese il Nord-Trøndelag la terza contea per favore alla repubblica (36,7% no).
Nel Nordland la città di Bodø si espresse a favore della repubblica (87,2% sì) mentre la città di Narvik fu una delle sole due città del paese che votarono contro (56,9% no). La maggior parte dei comuni rurali aveva una solida maggioranza sì e Tysfjord era uno dei due comuni che registrò un favore totale per la monarchia. Le eccezioni erano nell'Helgeland: Bindal (67,0% no), Vefsn (63,0%), Hattfjelldal (85,1%) e Mo i Rana (74,1%).
Nel Troms la città di Tromsø si espresse a favore della monarchia (68,2%), così come la maggior parte dei comuni rurali, con l'eccezione di Lyngen (50,2% no) e Karlsøy (82,9%).
Nel Finnmark, le tre città registrarono una grande divisione: Hammerfest si espresse a favore della monarchia con una larga maggioranza (63,9% sì), a Vadsø la monarchia ottenne una maggioranza risicata (52,2% sì) e a Vardø si registrò il più alto favore per la repubblica in un comune urbano (57,1% no). Tutti i comuni rurali si espressero per il sì e Kautokeino fu uno dei due comuni che registrarono solo voti a favore.
| Numero | Contea           | Elettori | Voti espressi | Voti approvati | Sì     | No    | Sì %   | No %   |
| ------ | ---------------- | -------- | ------------- | -------------- | ------ | ----- | ------ | ------ |
| 1      | Østfold          | 25281    | 21003         | 20896          | 18404  | 2492  | 88,1 % | 11,9 % |
| 2      | Akershus         | 23684    | 19413         | 19294          | 16577  | 2717  | 85,9 % | 14,1 % |
| 3      | Kristiania       | 39927    | 30069         | 29987          | 24027  | 5960  | 80,1 % | 19,9 % |
| 4      | Hedmark          | 25034    | 20122         | 19928          | 15314  | 4614  | 76,8 % | 23,2 % |
| 5      | Oppland          | 23779    | 19321         | 19196          | 16947  | 2249  | 88,3 % | 11,7 % |
| 6      | Buskerud         | 22912    | 18655         | 18511          | 16478  | 2033  | 89,0 % | 11,0 % |
| 7      | Vestfold         | 20829    | 15914         | 15799          | 14755  | 1044  | 93,4 % | 6,6 %  |
| 8      | Telemark         | 19886    | 15502         | 15385          | 9058   | 6327  | 58,9 % | 41,1 % |
| 9      | Aust-Agder       | 15909    | 10594         | 10536          | 8016   | 2520  | 76,1 % | 23,9 % |
| 10     | Vest-Agder       | 15964    | 11774         | 11704          | 6975   | 4729  | 59,6 % | 40,4 % |
| 11     | Rogaland         | 24391    | 18695         | 18564          | 14766  | 3798  | 79,5 % | 20,5 % |
| 12     | Hordaland        | 27296    | 21052         | 20903          | 16264  | 4639  | 77,8 % | 22,2 % |
| 13     | Bergen           | 13372    | 10660         | 10574          | 7418   | 3156  | 70,2 % | 29,8 % |
| 14     | Sogn og Fjordane | 18278    | 14448         | 14315          | 11507  | 2808  | 80,4 % | 19,6 % |
| 15     | Møre og Romsdal  | 28497    | 20980         | 20846          | 16600  | 4246  | 79,6 % | 20,4 % |
| 16     | Sør-Trøndelag    | 27666    | 19566         | 19438          | 14346  | 5092  | 73,8 % | 26,2 % |
| 17     | Nord-Trøndelag   | 17165    | 11615         | 11514          | 7283   | 4231  | 63,3 % | 36,7 % |
| 18     | Nordland         | 29117    | 18974         | 18817          | 15587  | 3230  | 82,8 % | 17,2 % |
| 19     | Troms            | 14570    | 9045          | 8888           | 6396   | 2492  | 72,0 % | 28,0 % |
| 20     | Finnmark         | 6191     | 3828          | 3732           | 2845   | 887   | 76,2 % | 23,8 % |
| -      | Totale           | 439748   | 331230        | 328827         | 259563 | 69264 | 78,9 % | 21,1 % |

| Numero | Contea           | Comuni urbani | Comuni urbani | Comuni rurali | Comuni rurali |
| Numero | Contea           | Sì            | No            | Sì            | No            |
| ------ | ---------------- | ------------- | ------------- | ------------- | ------------- |
| 1      | Østfold          | 4             | 0             | 22            | 0             |
| 2      | Akershus         | 1             | 0             | 23            | 0             |
| 3      | Kristiania       | 1             | 0             | -             | -             |
| 4      | Hedmark          | 2             | 0             | 21            | 4             |
| 5      | Oppland          | 2             | 0             | 26            | 1             |
| 6      | Buskerud         | 3             | 0             | 21            | 0             |
| 7      | Vestfold         | 4             | 0             | 20            | 0             |
| 8      | Telemark         | 4             | 0             | 12            | 13            |
| 9      | Aust-Agder       | 3             | 0             | 16            | 4             |
| 10     | Vest-Agder       | 2             | 0             | 11            | 8             |
| 11     | Rogaland         | 2             | 0             | 26            | 1             |
| 12     | Hordaland        | -             | -             | 29            | 4             |
| 13     | Bergen           | 1             | 0             | -             | -             |
| 14     | Sogn og Fjordane | -             | -             | 28            | 0             |
| 15     | Møre og Romsdal  | 3             | 0             | 32            | 3             |
| 16     | Sør-Trøndelag    | 1             | 0             | 20            | 2             |
| 17     | Nord-Trøndelag   | 1             | 0             | 17            | 6             |
| 18     | Nordland         | 1             | 1             | 36            | 4             |
| 19     | Troms            | 1             | 0             | 11            | 2             |
| 20     | Finnmark         | 2             | 1             | 14            | 0             |
| -      | Totale           | 38            | 2             | 385           | 52            |